# Voyage au bout de la nuit
Voyage au bout de la nuit (em português Viagem ao Fim da Noite)  é o livro de estréia de Louis-Ferdinand Céline, sendo também seu mais famoso e festejado. É uma obra de cunho autobiográfico que acompanha o anti-herói Ferdinand Bardamu.
A origem do sobrenome "Bardamu" é a derivação da palavra "barda", que, em francês, remete ao equipamento usado pelos soldados da I Guerra Mundial usavam para carregar armas, mantimentos e demais utensílios, associada a "mu", particípio passado do verbo "mouvoir", que significa "mover-se".
O romance acompanha Ferdinand Bardamu envolver-se com a I Guerra Mundial, a África Colonial e a América pós-I Guerra, onde ele trabalha na Ford Motor Company. Já na segunda parte do livro, ele retorna à França e se torna um médico atuante num subúrbio pobre - e ficcional - de Paris, chamado La Garenne-Rancy. Um dos aspectos notáveis da obra é a sátira à profissão de médico e à vocação para pesquisa científica. Os elementos dissonantes do romance são costurados através de encontros com Léon Robinson, uma personagem desventurada cujas experiências refletem, em certa extensão, as experiências do próprio Bardamu.
Viagem ao Fim da Noite é um livro com nuances niilistas e uma misantropia selvagem e exultante, sempre combinados a um humor cínico. Céline demonstra diversas vezes um pessimismo acentuado a respeito da natureza humana, das instituições, da sociedade, da vida em geral.

## Influências e legado
Em 2006, Will Self descreveu a obra como "uma tentativa furiosa de alocar a consciência de um homem no epicentro de um mundo que se explode sob a influência centrípeta do capitalismo, do imperialismo, do consumismo e licensiosidade", numa tradução livre. Self também diz que é o romance que, mais que qualquer outro talvez, o inspirou a escrever ficção.
Um dos aspectos marcantes da obra mais famosa de Céline é seu estilo. O autor usa constante extensivamente elipses e hipérboles, escrevendo com a fluência de padrões de fala natural, vernáculos, apesar de também empregar alguns elementos eruditos. Foi uma influência considerável não só na literatura francesa, mas também em outros lugares do mundo, como nos estadunidenses Jack Kerouac e Charles Bukowski.
O romance teve certo sucesso junto ao público e muitos elogios da crítica quando publicado em outubro de 1932. Um dos maiores críticos franceses do período entre-guerras, Albert Thibaudet disse que, durante janeiro de 1933, a obra era ainda um assunto comum nas conversas de jantares e festas parisienses.
A recepção junto à comunidade artística também não foi irrelevante. Além dos já citados Self, Kerouac e Charles Bukowski, que o chamou de "maior escritor dos últimos 2000 anos", autores como Kurt Vonnegut o citaram como influência crucial. O livro inspirou a canção "End of the Night", da banda The Doors, liderada por Jim Morrison, grande entusiasta da literatura francesa, e a música "Voyage", de Charlotte Gainsbourg, que faz referências tanto ao título francês quanto ao inglês do livro de Céline. No cinema, encontramos breves menções ao romance em filmes como Alphaville, de Jean-Luc Godard, Bringing Out the Dead, de Martin Scorsese e Wild Things, de John McNaughton. Sergio Leone, famoso por seus westerns, considerava fazer uma adaptação cinematográfica do livro.
O livro foi incluído na lista do clube noruegês do livro "Os 100 Melhores Livros de Todos os Tempos", sendo colocado no nº 17.